# Língua khandeshi
O Khandeshi (também conhecida como Dhed Gujari, Khandeshi, Khandeshi Bhili, Khandish, Maharashtra Bhil) é uma língua indo-ariana do estado de Maarastra, na Índia. É falada na região de Khandesh, entre o território do Bhili e do Marata. Consiste do Khandeshi propriamente dito e dos dialetos Dangri e Ahirani. As palavras "Ahirani" e "Khandeshi" são muitas vezes usadas indistintamente: Ahirani como o nome baseado em casta (depois de Ahirs), e Khandesh como o nome baseado na região.

## Etimologia
O khandeshi foi nomeado após a região de Khandesh. Existem várias teorias sobre a criação da palavra Khandeshi. Uma dessas teorias afirma que que o nome deriva das palavras "Khan" (um título usado pelos governadores mogóis na região) e "desh". Outra teoria sugere que o nome deriva das palavras "kanha" e "desh"; "Kanha" é um nome para Krishna, a divindade primária venerada pelo povo Ahir da região. Outras teorias sugerem as origens variadas da palavras "Khan", incluindo "Kanbai" (uma divindade feminina regional), "Kahan" (feno ou grama) e "Khaan" (como na bacia do rio Waghur). Um estudo detalhado das várias etimologias da palavra Khandesh aparece no livro Ahirani Boli pelo Dr. Ramesh Suryawanshi.

## Dialetos
O ahirani é um dialeto principal do Khandeshi. Era originalmente falado pelos Ahirs (pastores de gado) que viviam na região de Kandesh. É ainda dividido em sub-dialetos baseados na região, tais como Chalisgaon, Dhule e Malegaon. Ahirani é falado no Jalgaon (exceto Bhusaval, Jhamner, Bodwad e Muktainagar), Nandurbare e Dhule. Fora de Khandesh, é falado em algumas partes de Nashik (Tehsils de Baglan, Malegaon e Kalwan) e Aurangabad. A população dos tehsils de Chopda, Amalner, Sakri, Dondaiche, Shirpur, Taloda, Shanada, Dhadgaon, Akkalkuwa, Parola, Erandol, Satana, Malegaon e Baglan também falam Ahirani. No estado vizinho de Gujarate é falado em Surat e Vyara, e em Madhya Pradesh, além de uma minoria ao redor de Amba-Varla. Uma pesquisa do Dr. Ramesh Suryawashi sugere que o dialeto de Ahirani é falado também no tehsil de Dharni do distrito de Amravati, em torno da área da floresta da reserva do tigre de de Melghat, porém nessa região é conhecido como Gavali Boli. Cerca de 30-35 mil pessoas falam Gavali Boli em aproximadamente 40 aldeias.
De acordo com o censo de 1971 da Índia, o número de pessoas que declaravam o Ahirani como sua língua materna era de 363.780. Uma estimativa de 2011 da população dos distritos de Dhulia, Jalgaon e Nandurbar, e do tehsil de Aurangabad mostrou que o número de falantes do Ahirani era de 10 milhões.
Os não-Ahirs na região (como as castas Lewa, Wani, Bhill e Pardeshi) começaram a falar variantes de Ahirani misturadas com seus dialetos enquanto interagiam com os Ahirs, o que levou ao nascimento de outros dialetos da língua.

## Gramática e vocabulário
O marati padrão e o ahirani mostram uma diferença considerável em vários níveis de estruturas. Isso indica que a fonte e o desenvolvimento desses dois dialetos são independentes. Algumas das peculiaridades do Ahirani mostram a proximidade ao rajastani e guzerate.
Pegando e dobrando as palavras do hindi, marati e do guzerate, o ahirani criou suas próprias palavras não encontradas em nenhuma dessas línguas. O ahirani é basicamente uma forma coloquial e usa o alfabeto devanágari apra sua escrita.
Os falantes do khandeshi mais bem instruídos falam o marati padrão assim como o ahirani. Nas áreas urbanas, o ahirani está perdendo sua popularidade entre essas pessoas para o marati padrão, mas nas áreas rurais o Ahirani ainda é dominante. A língua é amplamente utilizada entre os agricultores e os aldeões. É também conhecido por suas palavras secretas usadas por ourives, vendedores de gado, compradores de frutas, conhecidas apenas pelos membros dessa comunidade.

## Literatura
Por ser uma língua rural o ahirani não desenvolveu muita literatura. Bahinabai Chaudhari (1880-1951) foi um poeta bem conhecido da língua khandeshi, e o estudo de sua literatura é estudado e incluído em fontes de língua marata. A linguagem em seus poemas é diferente do ahirani, mas influenciada pela mesma.

## Amostra de texto
Mateus 1:1-3
•	१. अब्राहामची पिढी दाविदाचा मुलगा येशुख्रिस्ताचा वंशावळीचा पुस्तक
•	२. अब्राहामपासून इसाक जन्माला आला इसकापासून याकोब, आणि याकोबापासून यहुदा आणि याहुदाचे भाऊ जन्माला आले
•	३. यहुदा आणि तामारेपासून पेरेस व जेरेह जन्माला आलेपेरेसापासून हेस्रोम झाला आणि हेस्रोनापा सून अराम
Transliterado
1.	abrāhāmcī piḍhī dāvidācā mulgā yeśukhristācā vaṅśāvaḷīcā pustak
2.	abrāhampāsun isāk janmālā ālā iskāpāsun yākob, āṇi yākobāpāsūn yahudā āṇi yāhudāce bhāū janmālā āle
3.	yahudā āṇi tāmārepāsūn peres va jereh janmālā āleperesāpāsūn hestrom jhālā āṇi hestronāpā sūn arām
Português
1.	1. O livro da geração de Jesus Cristo, filho de Davi, filho de Abraão.
2.	2. Abraão gerou Isaque; e Isaac gerou Jacó; e Jacó gerou Judas e seus irmãos;
3.	3. E Judas gerou Phares e Zara de Tamar; e Phares gerou Esrom; e Esrom gerou Aram